# Loch Assynt
Le Loch Assynt est un lac situé à 8 km à l'est de Lochinver, non loin de la côte nord-ouest de l'Écosse, dans les Highlands.

## Géographie

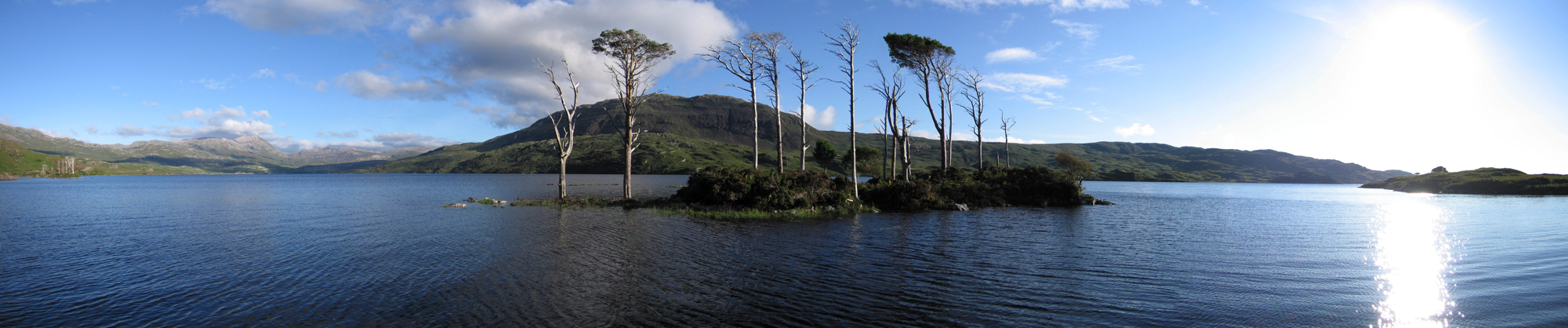
Panorama pris du bord du Loch Assynt

Le loch Assynt est entourée de montagnes, telles Quinag, Canisp, Suilven, Culmor, Stac Pollaidh, Ben More Assynt.

## Origine du nom
Assynt est le nom de la paroisse dans laquelle se situe ce Loch, à l'ouest du comté du Sutherland. Le mot Assynt viendrait du vieux norrois A-ssynt qui signifierait seen from afar et/ou seen from Ass, c'est-à-dire vu de loin (Ass signifierait en vieux norrois rocheux).

## Le château d'Ardvreck

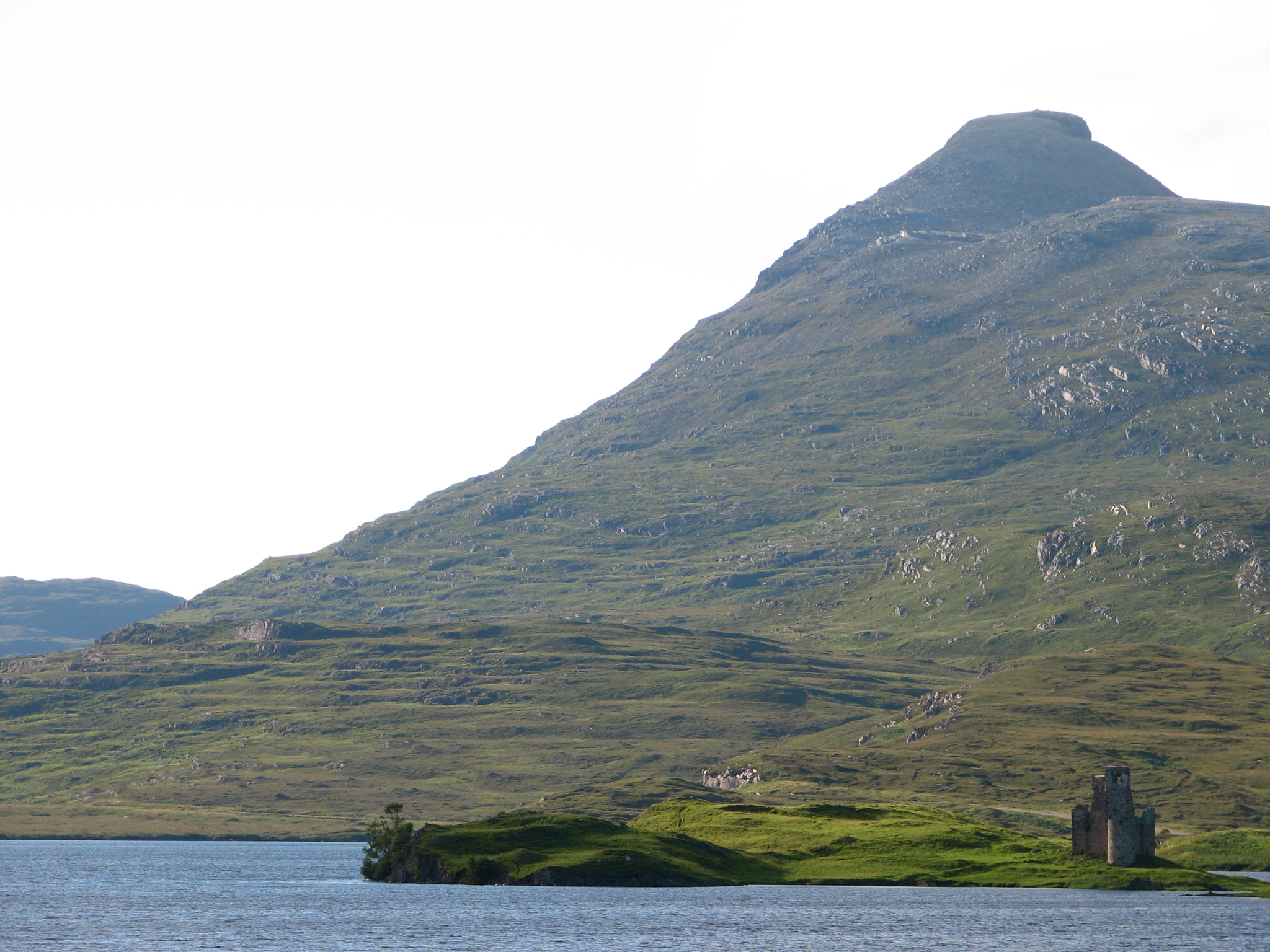
Le château d'Ardvreck, au bord du Loch Assynt

À l'est du loch, on trouve les ruines du château d'Ardvreck, construit vers 1590/91 par le Clan MacLeod, qui possédait cette région depuis le XIIIe siècle.
Comme de nombreux châteaux des bords de lochs, il y a de nombreuses légendes à propos des fantômes d'Ardvreck.